# When the Dead Come Knocking
When the Dead Come Knocking é o sétimo episódio da terceira temporada da série de televisão do gênero terror e drama pós-apocalíptico The Walking Dead. O episódio foi ao ar originalmente em 25 de novembro de 2012 na AMC, nos Estados Unidos. No Brasil, sua estreia ocorreu em 27 de novembro do mesmo ano, no canal Fox Brasil. Foi escrito por Frank Renzulli e dirigido por Dan Sackheim. 

## Enredo
O episódio se inicia com Merle Dixon (Michael Rooker) interrogando Glenn (Steven Yeun) em um quarto escuro com os braços de Glenn amarrados a uma cadeira. Eles discutem sobre como Merle foi deixado no telhado em uma loja em Atlanta e Merle pressiona-o para saber onde ele pode encontrar seu irmão, Daryl Dixon (Norman Reedus), mas Glenn não se mostra disposto a revelar a localização de seu grupo. Merle, em seguida, ameaça machucar Maggie Greene (Lauren Cohan), que também está amarrada em outra sala. Glenn cabeceia Merle quando ele se aproxima, mas é agredido por ele várias vezes. Mais tarde, Glenn afirma que seu grupo estará vindo para resgatá-lo, nomeando várias pessoas integrantes do grupo formado em Atlanta, algumas das quais Merle sabe já haverem morrido.
Enquanto isso, do lado de fora do muro da prisão, um zumbi é atraído pelo sangue de Michonne (Danai Gurira), que está ferida na perna, desmaiada e incapaz de defender-se. Rick Grimes (Andrew Lincoln) e Carl Grimes (Chandler Riggs) matam os zumbis e verificam que a ferida de Michonne é de uma arma de fogo. Rick leva-a para dentro da prisão. Michonne é despojada de sua arma e recebe assistência médica, mas se mantém em isolamento, assim como em Woodbury. Ela permanece sem interagir com os membros do grupo e nem sequer lhes diz o seu nome.
Enquanto Michonne é trancada na sala onde se recupera, Daryl leva Rick, Hershel Greene (Scott Wilson) e Carl para o bloco de celas e surpreende-os ao lhes mostrar Carol Peletier (Melissa McBride), que está viva e recuperada. Rick fica muito feliz ao saber que Carol está viva, já que ela havia sido dada como morta. Carol e Rick se abraçam, mas ela logo percebe a ausência de Lori Grimes (Sarah Wayne Callies), de quem era amiga e havia se aproximado ainda mais nos últimos meses, devido sua gravidez. Carol lamenta profundamente a morte de Lori, e o grupo, pela primeira vez, finalmente compartilha a dor da morte de Lori com Rick. Michonne observa a reunião de sua cela.
A cesta de suprimentos que Michonne carregava, incluindo a fórmula de bebê, sugere ao grupo que ela sabe de alguma coisa. Michonne admite que ela encontrou a prisão depois de ouvir uma conversa entre Glenn e Maggie, que foram raptados pelo mesmo homem que atirou nela (Merle). Determinado a encontrar seus amigos desaparecidos e frustrado pela recusa de Michonne em dialogar, Rick a tortura apertando sua perna ferida e Daryl ameaça matá-la, mas, em seguida, Rick se acalma e lembra a Michonne que ela chegou a eles por uma razão. Michonne conta sobre Woodbury e O Governador (David Morrissey), mas não menciona o nome de Merle ou Andrea. Embora Woodbury seja bem defendida contra os zumbis, Michonne afirma que ela pode levá-los para dentro da cidade, através de uma parede fragilizada.
Em Woodbury, Andrea (Laurie Holden) está feliz de continuar seu caso amoroso com O Governador, que mantém Glenn e Maggie amarrados. Ela ajuda Milton Mamet (Dallas Roberts) em um projeto que irá levar o dia todo. Em seu laboratório , Milton está trabalhando com o idoso Michael Coleman (Peter Kulas), que está morrendo de câncer de próstata e se ofereceu para o experimento de Milton, que deseja testar a retenção de memória depois da reanimação. Milton está lhe fazendo uma série de perguntas acompanhadas de sinais visuais e auditivos. No entanto, após Sr. Coleman morrer de causas naturais e reanimar como zumbi, sua forma zumbificada não mostra nenhum sinal de compreensão. Ignorando o aviso de Andrea, Milton remove uma restrição para que o zumbi possa responder de forma mais livre, forçando Andrea a matá-lo, antes que ele ataque Milton. Tanto Andrea quanto Milton saem do quarto, perturbados pelo evento.
Frustrado com a lealdade de Glenn ao grupo que o abandonou, Merle deixa-o sozinho no quarto com um zumbi solto. Glenn combate-o e consegue quebrar a cadeira que ele está amarrado, usando um braço da cadeira para afastar a mordida do zumbi e, depois, esfaqueá-lo com um pedaço quebrado de madeira. No outro lado, O Governador questiona Maggie, primeiro fazendo charme e depois exercendo um comportamento dominante e fazendo-a tirar sua blusa e sutiã antes de ameaçá-la de estupro. Percebendo que Maggie ainda não vai contar sobre seu grupo, apesar de tudo que foi feito, O Governador ameaça cortar a mão de Glenn. Maggie continua a desafiá-lo, e o Governador a deixa sozinha.
Rick reconcilia-se com Carl e o deixa escolher o nome do bebê. Carl escolhe o nome "Judith", que era de sua ex-professora do ensino primário. Rick depois avisa que ele irá para Woodbury, em busca de Maggie e Glenn. Vários voluntários se oferecem para ir para Woodbury, incluindo Beth Greene (Emily Kinney) e Axel (Lew Temple), mas Rick limita a equipe a apenas quatro pessoas: ele próprio, Daryl, Oscar (Vincent Ward) e Michonne. Eles se armam, tendo também gás lacrimogêneo e flashbangs, antes de prosseguir a pé através de uma área arborizada de modo a evitar as patrulhas do Governador. Quando ainda estão na floresta, os quatro são cercados por dezenas de zumbis e fogem para uma cabana. A cabana é, na verdade, a casa de um eremita (Alex Van), que entra em pânico e segura a mão armada de Rick, ameaçando chamar a polícia, o que leva a crer que o eremita não tinha conhecimento de um surto de zumbis no mundo. Assustado, o eremita tenta correr para fora da cabana, gritando, mas Michonne o mata para silenciá-lo e impedi-lo de deixar os zumbis entrarem na cabana. Em seguida, o grupo joga seu cadáver para fora, o que deixa os zumbis distraídos, possibilitando uma fuga pela porta dos fundos.
O Governador finalmente deixa Glenn e Maggie juntos, implicitamente ameaçando Maggie na frente de Glenn, que ainda não conta sobre a localização de seu grupo. No entanto, quando O Governador ameaça atirar em Glenn, Maggie cede e revela que seu grupo está vivendo na prisão. O governador deixa Glenn e Maggie juntos, com ela parcialmente despida.
Ao imaginar que um pequeno grupo foi capaz de limpar a prisão, nas profundezas da Zona Vermelha, fortemente infestada de zumbis, O Governador mostra-se abalado. Essa era uma tarefa que Merle havia dito ser impossível fazer. O Governador percebe o quão duro o grupo possa ser, considerando a enormidade da tarefa e o desempenho de Glenn contra o zumbi. Ele mostra sinais de paranóia, pensando que ou o grupo na prisão é muito maior, ou o seu próprio povo têm sido enganado sobre os perigos na zona vermelha. Ele questiona Merle sobre sua lealdade, e Merle tranquiliza-o que ele está do lado de Woodbury. O governador dá a Merle e Martinez (José Pablo Cantillo) a missão de criar um pequeno grupo e ver exatamente o que eles estão enfrentando, nos arredores da prisão.
Logo após o anoitecer, o grupo de Rick se aproxima de Woodbury, olhando os portões fortificados da cidade. Enquanto isso, Andrea retorna ao apartamento do Governador. Embora ela previu o resultado do experimento de Milton, a morte do homem e as esperanças esmagadas de Milton para os zumbis se modificam profundamente. O Governador garante a Andrea que tudo vai ficar bem.

## Recepção

### Crítica
Zack Handlen, do The A.V. Club, avaliou o episódio um A- em uma escala de A a F; citando as grandes quantidades de acontecimentos dentro do episódio e declarando que a maioria deles foi emocionante. Eric Goldman, do IGN, deu ao episódio a nota 8,9 de 10, elogiando o desempenho de Michonne e desenvolvimento do personagem Carl.

### Classificação
Após a sua primeira transmissão, em 25 de novembro de 2012, o episódio foi assistido por cerca de 10,42 milhões de telespectadores, mostrando um aumento na audiência do episódio anterior, que teve 9,21 milhões de telespectadores.